# Перевёртыши (фильм)
«Перевёртыши» (англ. Palindromes) — американский фильм 2004 года в жанре драмедии режиссёра и сценариста Тодда Солондза. Является сиквелом к его же фильму «Добро пожаловать в кукольный дом» (англ. Welcome to the Dollhouse, 1995). Номинировался на «Золотого Льва» на 61-м Венецианском кинофестивале.
Протагониста — 13-летнюю девочку по имени Ави́ва — играют на протяжении фильма семь актрис (сильно различающихся возрастом, расой и комплекцией) и даже один актёр-мужчина. С названием фильма также связаны имена нескольких персонажей: слова «Авива», «Боб» и «Отто» — это палиндромы.

## Сюжет
Фильм начинается со сцены похорон молодой девушки — Дон Винер, главной героини «Добро пожаловать в кукольный дом». Она поступила в колледж, сильно растолстела, забеременела и покончила с собой. Её старший брат Марк (Мэттью Фейбер) произносит надгробную речь в присутствии рыдающих родителей (Анджела Пьетропинто и Билл Бьюэлл).
Двоюродная сестра Дон Авива Виктор хочет родить ребёнка. Она занимается сексом с Джудой (Роберт Агри), отпрыском семейства Уоллесов, с которыми дружат Викторы, и беременеет. Шокированные родители вынуждают Авиву сделать аборт. Хотя операция в целом увенчивается успехом, из обрывков весьма эмоционального разговора родителей с доктором Флейшером (Стивен Сингер) выясняется, что Авиве пришлось удалить матку и она никогда не сможет иметь детей. Авива, ещё не пришедшая в сознание после наркоза, разговора толком не осознаёт, и надломленные происшедшим родители, опасаясь причинить ей боль, убеждают её, что всё прошло идеально.
Авива убегает из дома. Она встречает дальнобойщика (Стивен Эдли Гёрджис) и спит с ним, однако он бросает её в мотеле. В какой-то момент её подбирает «семья Саншайн» (от англ. sunshine — солнечный свет) — семейная пара христиан-фундаменталистов, дающая приют детям, которые осиротели или убежали из дома. Она представляется им как Генриетта — это имя она дала своему нерождённому ребёнку. Будучи принятой в семью, она случайно узнаёт о тёмной стороне «отца семейства»: он пользуется услугами наёмного убийцы, чтобы убивать врачей, практикующих аборты. Его следующей жертвой оказывается доктор Флейшер, сделавший аборт Авиве, а киллером — тот самый дальнобойщик, с которым она ранее переспала.
Считая себя влюблённой в дальнобойщика, Авива сбегает из семьи Саншайн, чтобы присоединиться к нему. Убийство не проходит гладко: кроме самого доктора, дальнобойщик, которого, как теперь выясняется, зовут Боб, убивает его маленькую дочь, случайно заслонившую собой отца во время первого выстрела. Полиция настигает Боба и Авиву в мотеле, и Боб совершает самоубийство с помощью полицейского.
В следующей сцене Авива, вернувшаяся к родителям, планирует вечеринку в честь своего дня рождения. Во время празднования происходит диалог между ней и её двоюродным братом Марком, которого обвиняют в педофилии. Марк отрицает обвинения. Сцена снова меняется: Авива второй раз встречается с Джудой, который теперь называет себя Отто, и они снова занимаются сексом. Авива считает, что снова забеременела, и выглядит счастливой.

## В ролях
| Актёр/Актриса                                  | Роль                         |
| ---------------------------------------------- | ---------------------------- |
| Эмани Следж (англ. Emani Sledge)               | Авива (часть «Дон»)          |
| Валери Шустеров (англ. Valerie Shusterov)      | Авива (часть «Джуда»)        |
| Ханна Фрейман (англ. Hannah Freiman)           | Авива (часть «Генри»)        |
| Рейчел Корр (англ. Rachel Corr)                | Авива (часть «Генриетта»)    |
| Уилл Дентон                                    | Авива (часть «Гекльберри»)   |
| Шэрон Уилкинс                                  | Авива (часть «Мама Саншайн») |
| Шейна Ливайн                                   | Авива (часть «Боб»)          |
| Дженнифер Джейсон Ли                           | Авива (часть «Марк»)         |
| Мэттью Фейбер (англ. Matthew Faber)            | Марк Винер                   |
| Анджела Пьетропинто (англ. Angela Pietropinto) | Миссис Винер                 |
| Билл Бьюэлл (англ. Bill Buell)                 | Харви Винер                  |
| Эллен Баркин                                   | Джойс Виктор                 |
| Ричард Мазур                                   | Стив Виктор                  |
| Хиллари Бейли Смит                             | Робин Уоллес                 |
| Дэнтон Стоун                                   | Брюс Уоллес                  |
| Роберт Агри (англ. Robert Agri)                | Джуда Уоллес (первый)        |
| Джон Гемберлинг                                | Джуда Уоллес (второй)        |
| Стивен Сингер                                  | доктор Флейшер               |
| Стивен Эдли Гёрджис                            | Джо/Эрл/Боб                  |
| Дебра Монк                                     | Мама Саншайн                 |
| Уолтер Бобби                                   | Бо Саншайн                   |
| Тайлер Мэйнард                                 | Джимини                      |
| Дэвид Кастро                                   | Карлито                      |
| Ричард Рил                                     | доктор Дэн                   |
| Мэгги Мур (англ. Maggie Moore)                 | голос христианского чтеца    |